# Carl Diem
Carl Diem, född 1882, död 1962, var en tysk idrottsfunktionär. Han gav idén till den olympiska fackelstafetten 1936 och var en av initiativtagarna till världens första högskola för idrott i Berlin.
Diem började sin karriär som funktionär inom idrottsvärlden genom att grunda SC Marcomannia Berlin 1899. 1908 blev han ordförande för Deutsche Sportbehörde für Athletik. Han ledde arbetet med att förbereda de olympiska spelen i Berlin 1916 som på grund av första världskriget ställdes in. 1920 var han drivande i skapandet av Deutsche Hochschule für Leibesübungen. Vid de olympiska spelen 1928 och 1932 var han chef de mission för de tyska OS-trupperna. Hans tid som funktionär i Tredje riket är omstridd. Diem hade flera viktiga funktioner inom idrottsvärlden i Nazityskland och deltog i regimens propagandaaktioner. Diem var som generalsekreterare för organisationskommittén tongivande i planeringen och genomförandet av sommarspelen i Berlin 1936.
1947 blev Diem rektor för Deutsche Sporthochschule i Köln som han grundat. Han var rektor fram till sin död 1962. Diems tid som funktionär i Tredje riket har först under senare år kommit att diskuteras och problematiseras. Flera av de gator och arenor som uppkallades efter hans död har kommit att byta namn liksom utmärkelser i hans namn som delats ut av förbund.